# Déplacement (géométrie)
Pour les articles homonymes, voir Déplacement.
En géométrie euclidienne, un déplacement est une isométrie affine qui conserve l'orientation.
En dimension 2, les déplacements sont les isométries affines du plan qui conservent les angles orientés. Ce sont les rotations planes et les translations. On note[réf. nécessaire] {\displaystyle Is^{+}(P)} l'ensemble des déplacements du plan {\displaystyle P}. 
En dimension 3, les déplacements sont les vissages.